# 韋特哈利夫卡
50°22′29″N 33°36′43″E / 50.37472°N 33.61194°E
韋特哈利夫卡（烏克蘭語：Ветхалівка），是烏克蘭中部的村莊，隸屬波爾塔瓦州的米爾霍羅德區。該村距離科諾瓦洛韋1公里和謝列德尼亞基1.5公里，始建於1786年，面積1.45平方公里，海拔高度152米，2001年人口192。